# Departamento da Marinha dos Estados Unidos
O Departamento da Marinha dos Estados Unidos (DON) é um dos três departamentos militares dentro do Departamento de Defesa dos Estados Unidos (DoD), tendo sido estabelecido pelo Congresso em 30 de abril de 1798, a pedido do Secretário de Guerra James McHenry. Sua criação teve o objetivo de fornecer uma estrutura organizacional para a Marinha dos Estados Unidos (USN). Desde 1834, o DON também exerce jurisdição sobre o Corpo de Fuzileiros Navais dos Estados Unidos (USMC) e, durante tempos de guerra, supervisiona a Guarda Costeira dos Estados Unidos (USCG). Embora faça parte do DON, essas ramificações permanecem independentes e iguais em status.
O departamento é liderado pelo Secretário da Marinha (SECNAV), um oficial civil com autoridade estatutária. Originalmente, o Departamento da Marinha era um departamento executivo, com seu secretário fazendo parte do gabinete do presidente. No entanto, em 1949, as emendas à Lei de Segurança Nacional criaram o Departamento de Defesa (DoD) como uma estrutura unificada para todos os serviços militares, incorporando o DON, o Departamento do Exército e o Departamento da Força Aérea, todos operando sob a autoridade do Secretário de Defesa.
Entre 2001 e 2019, foram propostas várias mudanças para renomear o Departamento da Marinha para Departamento da Marinha e do Corpo de Fuzileiros Navais, com amplo apoio no Congresso. No entanto, essas propostas foram bloqueadas devido à oposição do senador John McCain, um ex-oficial da Marinha dos Estados Unidos.

## Lideranças
O Departamento da Marinha é liderado pelo Secretário da Marinha, também conhecido como SECNAV na linguagem naval, que tem a autoridade para conduzir todos os assuntos do departamento, sujeito à autoridade legal, ao Secretário de Defesa e ao presidente. O Secretário da Marinha é nomeado pelo presidente com o conselho e consentimento do Senado. O secretário é assistido por um subsecretário da Marinha, quatro secretários assistentes da Marinha e um conselheiro geral do Departamento da Marinha, todos também nomeados pelo presidente com o conselho e consentimento do Senado.
Os oficiais militares de mais alta patente no Departamento da Marinha são o chefe de operações navais e o comandante do Corpo de Fuzileiros Navais, que são os principais assessores militares do Secretário da Marinha. Eles supervisionam seus respectivos serviços militares dentro do Departamento da Marinha e, em uma capacidade separada, servem como membros do Estado-Maior Conjunto. Eles são assistidos por um vice-chefe de operações navais e um assistente do comandante do Corpo de Fuzileiros Navais.

## Composição
O Departamento da Marinha compreende dois serviços uniformizados: a Marinha dos Estados Unidos e o Corpo de Fuzileiros Navais dos Estados Unidos (às vezes coletivamente chamados de "serviços navais" ou "serviços marítimos").
O Departamento da Marinha é composto por todos os elementos da Marinha dos Estados Unidos e do Corpo de Fuzileiros Navais dos Estados Unidos. De acordo com a Seção 0204-2 das Regulamentações da Marinha, o termo "Departamento da Marinha" refere-se apenas aos escritórios executivos na sede do governo.
O Departamento da Marinha é composto pelos seguintes elementos:
- Todas as atividades de campo, sedes, forças, bases, instalações, atividades e funções sob o controle ou supervisão do Secretário da Marinha;
- Quando estiver operando como um serviço no Departamento da Marinha, a Guarda Costeira. (Normalmente parte do Departamento de Segurança Interna, a legislação federal prevê que a Guarda Costeira pode ser transferida para o Departamento da Marinha pelo Presidente a qualquer momento, ou pelo Congresso durante o período de guerra);
- Sede do Corpo de Fuzileiros Navais;
- Escritório do Chefe de Operações Navais, também conhecido como OPNAV ou o Estado-Maior da Marinha;
- Escritório do Secretário da Marinha, também conhecido como a Secretaria;
- Todas as forças operacionais da Marinha (incluindo a aviação naval) e do Corpo de Fuzileiros Navais, incluindo os componentes ativos e de reserva (Reserva Naval e Reserva do Corpo de Fuzileiros Navais) dessas forças.